# Gun (bastón)

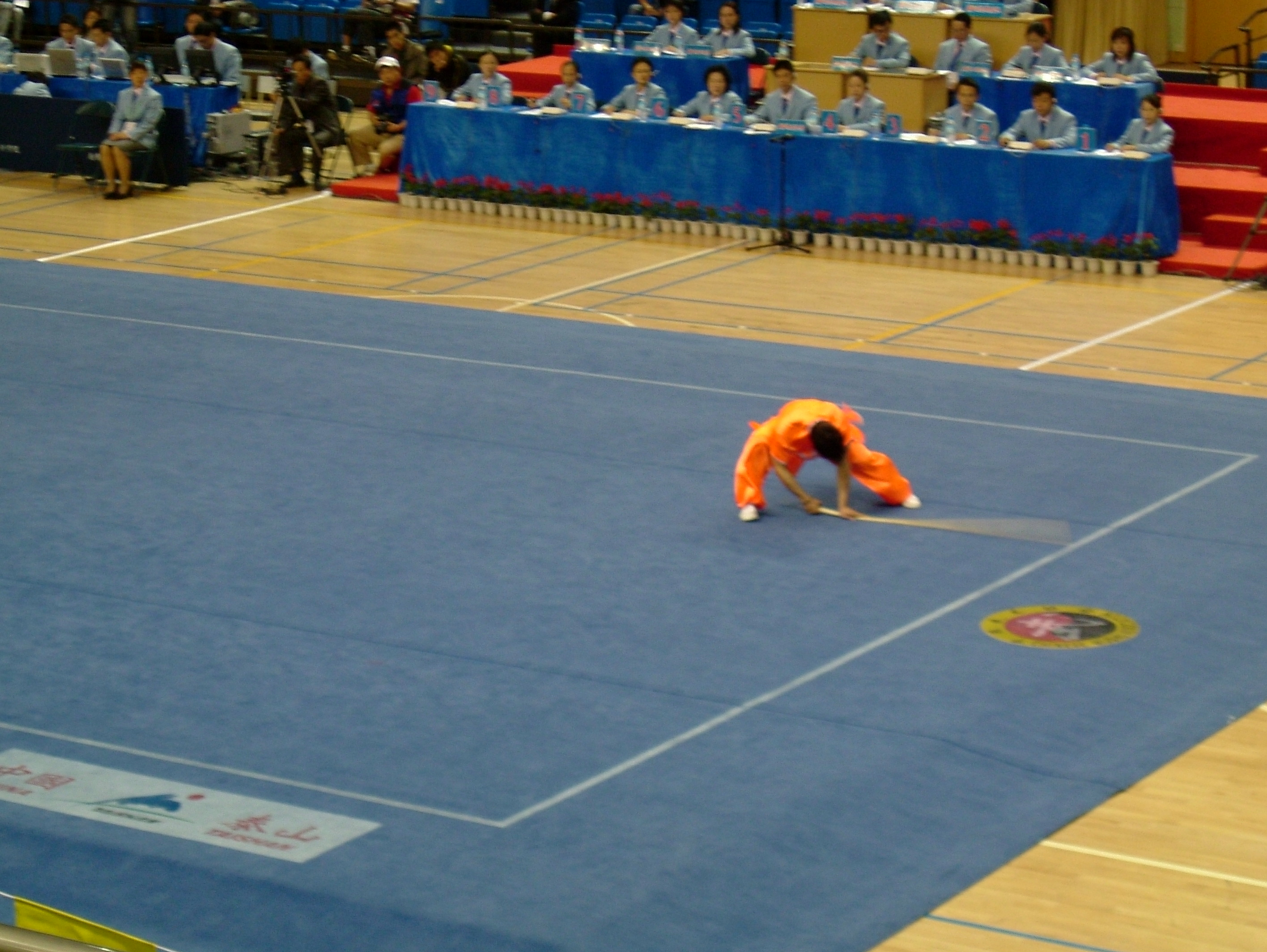
Demostración de Gùn en los Juegos Nacionales de China, en 2005.

La palabra china gun (chino: 棍; pinyin: gùn) se refiere a un arma de las artes marciales de China. Es conocido por ser una de las cuatro grandes armas, junto con el jian (espada), el dao (sable) y el quiang (lanza), llamado en este grupo como «el abuelo de todas las armas». En idioma vietnamita es llamado "côn".

## Variantes y estilos
El gun tiene un extremo grueso como base y un extremo más delgado cerca de la punta, y se corta para que tenga aproximadamente la misma altura que el usuario o 6 pies. Además del gún estándar, también hay variedades de bastón de dos y tres secciones en forma de mayal, así como variantes más pesadas no cónicas. Numerosas artes marciales chinas se enseñan al personal como parte de su plan de estudios, que incluyen (en orden alfabético en inglés):
- Vara de siete estrellas Bagua (chino: 八卦七星竿; pinyin: bāguà qīxīng gān) o Seven Star Stick (Qi Xing Gun), también llamado Whip Stick (Bian Gun) o Heart High Stick (Xin Gun): es más ligero y rápido. A diferencia del bastón Ba Gua, se puede utilizar con una o dos manos.[5]
- Bailangan, bastón del norte (chino simplificado: 白栏杆; chino tradicional: 白欄杆; pinyin: bái lángān)
- Nangun, bastón del sur (chino: 南棍; pinyin: nángùn)
- Feng Mo Gun de Pigua Zhang - 'Bastón demoníaco frenético' (劈掛拳 瘋魔棍).
- Pistola Shaolin Zhui Feng - 'Bastón cazador de viento' (虎勇敢)
- Qún Yáng Gùn, bastón de pastor (Esta rutina se realiza con un bastón recto y pesado de roble rojo)
- Pértiga de seis puntas y media (chino: 六點半棍)
- Bastón de cinco tigres y rebaños de cabras (chino: 五虎群羊棍; pinyin: wǔ hǔ qún yáng gùn)
- Bastón de Taiji (chino simplificado: 太极棍; chino tradicional: 太極棍; pinyin: tàijí gùn)
- Taiji trece bastones (chino simplificado: 太极十三秆; chino tradicional: 太極十三杆; pinyin: tàijí shísān gǎn)

Bailangan y nangun se encuentran con frecuencia en las competiciones modernas de wushu en eventos de gunshu y nangun, respectivamente. La IWUF ha creado tres rutinas estandarizadas diferentes y una rutina elemental para gunshu y dos rutinas diferentes para nangun.

## En el wushu contemporáneo
Gunshu se refiere al evento competitivo en el wushu taolu moderno donde los atletas utilizan un arma en una rutina. Fue uno de los cuatro eventos de armas principales implementados en el 1er Campeonato Mundial de Wushu debido a su popularidad. Los bastones modernos suelen estar hechos de madera encerada o ratán, ambas maderas resistentes, pero flexibles y ligeras. Algunas versiones también pueden incorporar piezas de metal o goma, y las modernas varas actuales para competición suelen estar fabricadas en fibra de carbono ligera. Las varas más nuevas no se rompen como las de madera encerada y son aún más ligeras.
La IWUF también ha creado tres rutinas estandarizadas diferentes para competición, así como una rutina elemental. La primera rutina obligatoria fue creada y registrada por Yuan Wenqing en 1989.
Las rutinas de Gunshu en la competencia internacional requieren ciertas técnicas del personal que incluyen: Píng Lūn Gùn (Ola horizontal del molino de viento con garrote), Pī Gùn (Cuchillo con garrote), Yún Gùn (Agitación de la nube con garrote), Bēng Gùn (Inclinación con garrote), Jiǎo Gùn (Envolver con garrote), Chuō Gùn (Golpe de garrote), Lì Wǔ Huā Gùn (Figura 8 vertical con el garrote), Shuāng Shǒu Tí Liāo Huā Gùn ( Uppercut de garrote vertical a dos manos). Sólo las técnicas Píng Lūn Gùn y Lì Wǔ Huā Gùn tienen contenido de deducción (códigos 64 y 65 respectivamente).

## En la cultura popular
- En Crouching Tiger, Hidden Dragon, Shu Lien usa un bastón mientras enseña a la princesa Jen.
- Kung Fu Hustle presenta a Donut, el panadero de Pigsty Alley, usando bastones para luchar contra Axe Gang.
- En Avatar: la leyenda de Aang y La leyenda de Korra, las técnicas de bastón utilizadas por los Maestros Aire se derivan de luchar con el bastón del arma.
- Shang-Chi y la leyenda de los Diez Anillos presenta a Shang-Chi, Ying Nan y muchos guerreros de Ta Lo usando bastones con escamas de dragón para luchar contra los Diez Anillos y los seguidores del Morador de la Oscuridad.